# Scrophularia modesta
Scrophularia modesta är en flenörtsväxtart som beskrevs av Masao Kitagawa. Scrophularia modesta ingår i släktet flenörter, och familjen flenörtsväxter. Inga underarter finns listade i Catalogue of Life.